# Il'ja Pervuchin
Il'ja Alekseevič Pervuchin (in russo Илья Алексеевич Первухин?; Tver', 6 luglio 1991) è un canoista russo.

## Palmarès

### Olimpiadi
- 1 medaglia:
  - 1 bronzo (Londra 2012 nel C-2 1000 m)

### Mondiali
- 3 medaglie:
  - 1 oro (Mosca 2014 nel C-4 1000 m)
  - 1 argento (Duisburg 2013 nel C-2 1000 m)
  - 1 bronzo (Montemor-o-Velho 2018 nel C-2 1000 m)

### Europei
- 7 medaglie:
  - 3 ori (Belgrado 2011 nel C-2 1000 m; Montemor-o-Velho 2013 nel C-2 1000 m; Mosca 2016 nel C-2 1000 m)
  - 3 argenti (Tresona 2010 nel C-2 1000 m; Brandenburgo 2014 nel C-2 1000 m; Račice 2015 nel C-2 1000 m)
  - 1 bronzo (Plovdiv 2017 nel C-4 1000 m)

### Universiadi
- 1 medaglia:
  - 1 oro (Kazan 2013 nel C-2 1000 m)

### Giochi europei
- 1 medaglia:
  - 1 argento (Baku 2015 nel C-2 1000 m)